# Taliándörögd
Taliándörögd község Veszprém vármegyében, a Tapolcai járásban. Szent István király korától az 1950-es megyerendezésig Zala vármegyéhez tartozott.

## Fekvése
A Déli-Bakony hegyvidékén, a Kab-hegy és az Agár-tető között helyezkedik el. A közvetlenül határos települések: észak felől Halimba, északkelet felől Öcs, kelet felől Pula, kelet-délkelet felől Vigántpetend, délkelet felől Kapolcs, dél felől Monostorapáti, nyugat felől Sáska, északnyugat felől pedig Szőc. Csak kevés híja van annak, hogy nem határos észak felől még Ajkával, délnyugat felől pedig Hegyesddel is.

### Megközelítése
Csak közúton érhető el, Kapolcs felől egy körülbelül 4 kilométeres bekötőúton, a 77-es főútból észak felé kiágazó 73 127-es számú mellékúton, illetve Öcs központjából egy önkormányzati úton.

## Története
A község határa már régóta lakott hely volt. Római telep nyomaira is bukkantak a határban. Dörögd első említése 1249-ben történik, amikor az egri püspök birtokhatárait állapítja meg. Nemesek által lakott hely volt Drugd. 
Taliándörögd területén a középkorban négy település volt: 
- A legkorábbi Tótdörögd
- Monostordörögdöt egyetlen esetben említik (1504)
- Felsődörögd a Szent András-templommal és
- Alsódörögd (Szűz Mária tiszteletére épített kápolnával) a 14. század elején tűnnek fel.[3]

Mind a négy település egyházas hely volt. 1187 lakosból 793 katolikus, 43 reformátust, 349 evangélikust és 4 izraelitát említ a krónika. A településsel szorosan összefügg a Dörögdi család neve és sorsa, amelynek birtoka volt többek között Felső-dörögd, Alsó-dörögd és Imár is. 

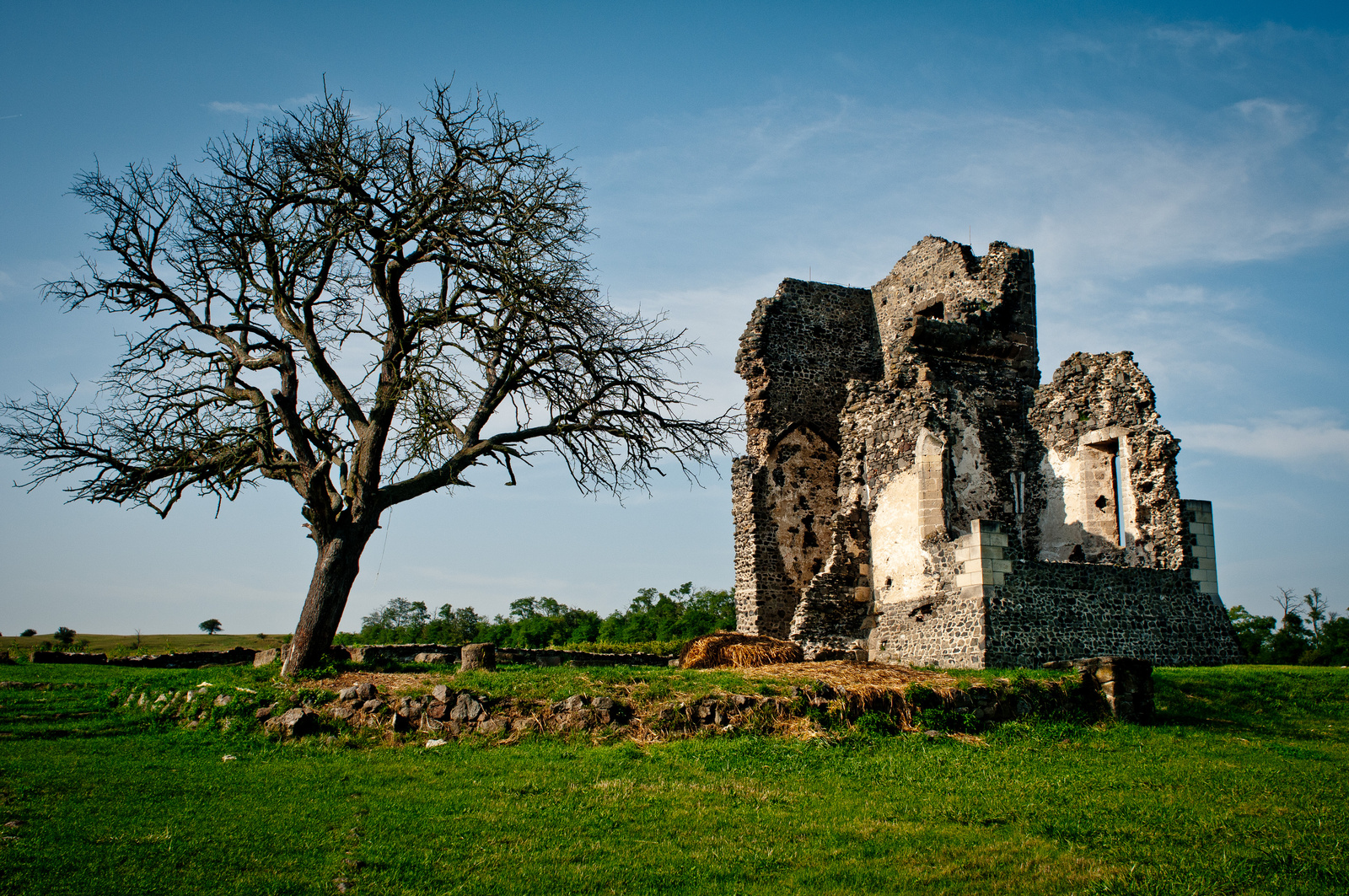
A középkori templom romjai

Miután 1548-ban a török felégette a községet, sokáig lakatlan volt, 1718 után kezdett ismét benépesülni. Az új Dörögd nem a régi falu helyén, hanem „a sűrűben” épült fel. A törökök kiűzése után a települések több család között oszlottak meg. A Dörögdi család fiúágon való kihalása után vizeki Tallián Ferenc lovassági ezredest és feleségét iktatták be a birtokba. A mai Taliándörögd, róla kapta a nevét, megkülönböztetésül a középkori Tóth-dörögd – ma Ódörögd puszta – településtől. Az újratelepülő jobbágyok, közbirtokosok református lelkészt tartottak, aki az evangélikusokat is pasztorálta. 1745-ben még nagyrészt lutheránus a falu. 1760-ban fordul meg az arány, miután Tallián Ignácné földesúrnő a református prédikátort kitelepíti. 1773-ban a községet vegyes vallású magyarság lakta. Máig fennmaradt három temploma ennek emlékét őrzi. 1757-től van saját tanítója. A település 1785-ben a népesebb falvak sorába tartozott, lakosainak száma már közel ezer fő volt.
1910-ben a lakosság 90%-a élt a mezőgazdaságból. 1925-ben a községnek szeszgyára, két vegyeskereskedése, két kocsmája és kilenc iparosa volt. Két felekezeti iskolájában katolikus és evangélikus tanítók oktattak. A község legnagyobb területe erdő és szántó. Nagyobb arányú foglalkozási átrétegződés 1949 után következett be. 100 ember járt el dolgozni Halimba, Ajka, Padragkút iparvidékeire, Sümegre és Tapolcára. 1970-től a kereső lakosság 51,9%-a bányászatból és iparból, 44,7%-a mezőgazdaságból élt.

## Közélete

### Polgármesterei
- 1990–1994: Fazekas Miklós (független)[4]
- 1994–1998: Fazekas Miklós (független)[5]
- 1998–2002: Hoffner Tibor (független)[6]
- 2002–2006: Hoffner Tibor (független)[7]
- 2006–2010: Kajdi István (független)[8]
- 2010–2014: Kajdi István (független)[9]
- 2014–2019: Mohos József (független)[10]
- 2019–2024: Mohos József (független)[11]
- 2024– : Szalai Péter (független)[1]

## Népesség
A település népességének változása:
| Lakosok száma | 754  | 764  | 769  | 788  | 655  | 721  | 723  |
|               | 2013 | 2014 | 2015 | 2021 | 2022 | 2023 | 2024 |

A 2011-es népszámlálás során a lakosok 83,9%-a magyarnak, 1% németnek, 2,7% cigánynak mondta magát (15,8% nem nyilatkozott; a kettős identitások miatt a végösszeg nagyobb lehet 100%-nál). A vallási megoszlás a következő volt: római katolikus 55,3%, evangélikus 10,3%, református 6,6%, görögkatolikus 0,3%, felekezeten kívüli 1,8% (25,5% nem nyilatkozott).
2022-ben a lakosság 92,2%-a vallotta magát magyarnak, 0,9% németnek, 0,3% görögnek, 0,3% lengyelnek, 0,2% szlováknak, 0,2% cigánynak, 0,9% egyéb, nem hazai nemzetiségűnek (7,5% nem nyilatkozott; a kettős identitások miatt a végösszeg nagyobb lehet 100%-nál). Vallásuk szerint 43,4% volt római katolikus, 6% evangélikus, 5,8% református, 0,2% görög katolikus, 0,5% egyéb katolikus, 6,9% felekezeten kívüli (37,3% nem válaszolt).

## Nevezetességei
- Űrtávközlési Földi Állomás
- Művészetek Völgye – nyaranta tartott kulturális fesztivál
- A középkori templom romjai
- Taliándörögdi református templom és parókia: 1793-ra épült fel. Eredetileg az evangélikus közösség használta. Késő barokk stílusban épült, az építkezést helyi felajánlások segítették. A templom mellett álló paplak egy másik épületnek a része volt, a mellette lévő épülettel volt egybeépítve. A két épület között ma keskeny rés van, ennek helyén régen egy belső templom állt, erre következtethetünk a paplak külső falára festett falfreskómaradványokból, amik régészek által bizonyítottan belső térre jellemző festmények. Feltételezhető, hogy a Tallián család épületegyütteséhez tartozott. Néprajzi szempontból is értékes a füstös kemencéje, építészeti stílusában a mai napig is fellelhetőek a parasztbarokk formák.
- Pálos kolostorrom "Insula Pilup Sanctae Helenae" néven, melyet 1263-ban említenek. [14]

## A település az irodalomban
- Taliándörögd érintőlegesen említésre kerül Szamos Rudolf Kántor a nagyvárosban című bűnügyi regényében, a legendás nyomozókutya segítségével lebuktatott bűnözők egyike, egy ügyes csaló korábban az itteni plébánostól is komoly pénzösszeget csalt ki egy kitalált történettel.